# Czesław Banach
Czesław Banach (ur. 13 marca 1931 w Wojsławicach, zm. 11 listopada 2020 w Krakowie) – polski pedagog, profesor nauk humanistycznych. Pracownik Uniwersytetu Pedagogicznego im. Komisji Edukacji Narodowej w Krakowie.

## Życiorys
W 1950 rozpoczął studia w Państwowej Wyższej Szkole Pedagogicznej w Krakowie. Będąc studentem III roku został zastępcą asystenta ekonomii w Akademii Górniczo-Hutniczej. Po ukończeniu studiów pracował jako asystent ekonomii w PWSP w Krakowie, w której w 1971 obronił doktorat. W latach 1954–1956 był kierownikiem Wydziału Studenckiego Zarządu Wojewódzkiego Związku Młodzieży Polskiej. W latach 1963–1971 pełnił funkcję kuratora Okręgu Szkolnego dla województwa i miasta Krakowa, a w latach 1971–1972 funkcję kierownika Wydziału Kultury, Nauki i Oświaty KW PZPR w Krakowie. Na przełomie lat 50. i 60. XX w. zajmował się szkolnictwem wyższym i oświatą w krakowskich instancjach PZPR. Następnie został powołany na stanowisko wykładowcy w WSP w Krakowie. W latach 60. był członkiem i II sekretarzem Komitetu Uczelnianego PZPR na tej uczelni.
Od 1972 do 1985 pracował w Warszawie jako zastępca kierownika Wydziału Nauki i Oświaty KC PZPR, był wiceprezesem Zarządu Głównego ZNP, wiceministrem Oświaty i Wychowania. W 1980 habilitował się na Uniwersytecie Warszawskim, a od 1988 był profesorem WSP w Krakowie.
W 1987 został mianowany profesorem nauk humanistycznych. W latach 1987–1989 był członkiem prezydium Komitetu Ekspertów do spraw Edukacji Narodowej. W latach 1997–1998 był członkiem Rady do spraw Reformy Edukacji przy Ministrze Edukacji Narodowej. Od 1974 był członkiem Komitetu Nauk Pedagogicznych Polskiej Akademii Nauk, a od 1996 członkiem Komitetu Prognoz „Polska w XX wieku" i „Polska 2000 Plus" przy Prezydium PAN. W latach 1983–1990 był członkiem Prezydium Krajowej Rady Postępu Pedagogicznego, a w latach 1986–1990 przewodniczącym Międzynarodowego Zespołu ds. Kształcenia, Dokształcania i Doskonalenia Nauczycieli w Warszawie. W latach 1984–1990 był redaktorem naczelnym miesięcznika „Nowa Szkoła". Pochowana na cmentarzu wojskowym przy ul. Prandoty w Krakowie (kw. LXXXIX-23-19).

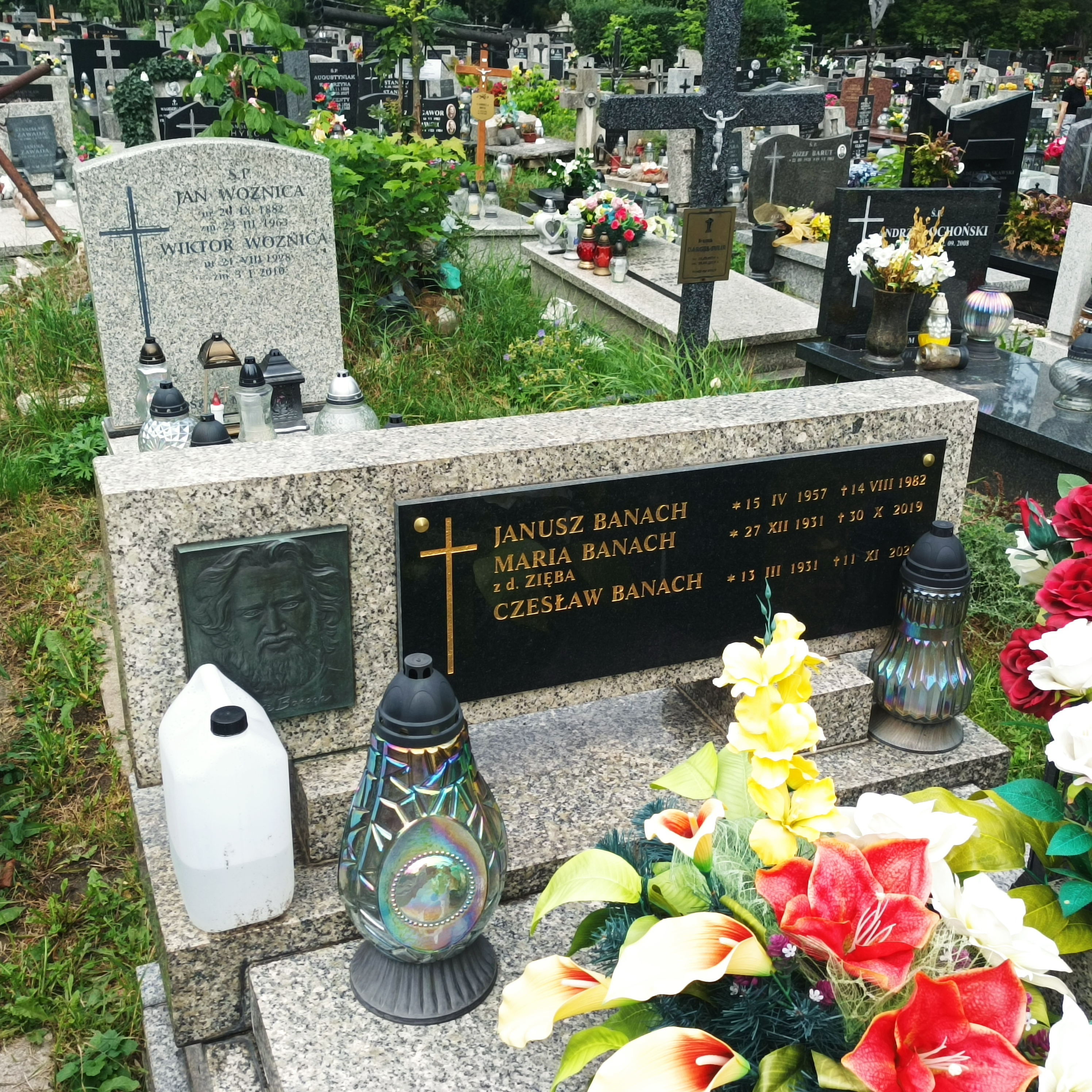
Grób Czesława Banacha na cmentarzu wojskowym przy ul. Prandoty w Krakowie

## Działalność naukowa
Zajmował się zagadnieniami kształtowania planów edukacyjnych i życiowych młodzieży oraz ich modyfikacją i rekonstrukcją. W kręgu zainteresowań była edukacja nauczycieli oraz ich funkcjonowanie w zawodzie, polityka edukacyjna oraz reforma szkolnictwa. Wypromował ok. 300 magistrów, 40 licencjatów i 4 doktorów.

## Publikacje
- Kształtowanie się plany życiowego i losu absolwentów liceów ogólnokształcących, 1974,
- Modyfikacja i rekonstrukcja planów życiowych, 1979,
- Oświata polska w latach 80. XX wieku, 1984,
- Problemy rozwoju szkolnictwa i oświaty dorosłych, 1987,
- Kultura pedagogiczna nauczyciela, 1987,
- Polska szkoła i system edukacji, 1997.

## Odznaczenia
- Krzyż Oficerski Orderu Odrodzenia Polski
- Medal Komisji Edukacji Narodowej
- Złota Odznaka ZNP